# Ère Shitoku
L'ère Shitoku (至徳) est une des ères du Japon (年号, nengō, lit. « nom de l'année ») de la Cour du Nord durant l'époque Nanboku-cho après l'ère Eitoku et avant l'ère Kakei. Cette ère couvre la période allant du mois de février 1384 au mois d'août 1387. L'empereur siégeant à Kyoto est Go-Komatsu (後小松天皇, Go-Komatsu-tennō). Le rival installé à la Cour du Sud à Yoshino durant cette époque est Go-Kameyama (後亀山天皇, Go-Kameyama-tennō).

## Contexte de l'ère Nanboku-chō

Les sièges impériaux durant l'époque Nanboku-chō sont relativement proches l'un de l'autre mais géographiquement distincts. Ils sont conventionnellement identifiés ainsi :
Capitale du nord : Kyoto
Capitale du sud : Yoshino.

Au cours de l'ère Meiji, un décret impérial daté du 3 mars 1911 établit que les monarques régnants légitimes de cette époque sont les descendants directs de l'empereur Go-Daigo par l'empereur Go-Murakami dont la Cour du Sud a été établie en exil dans le district de Yoshino, près de Nara.
Jusqu'à la fin de l'époque d'Edo, les empereurs usurpateurs (en supériorité militaire) et soutenus par le shogunat Ashikaga sont erronément inclus dans les chronologies impériales en dépit du fait incontestable que les insignes impériaux ne sont pas en leur possession.
Cette Cour du Nord illégitime est établie à Kyoto par Ashikaga Takauji.

## Changement d'ère
- 1384, aussi appelée Shitoku gannen (至徳元年?) : Le nom de la nouvelle ère est créé pour marquer un événement ou une succession d'événements. La précédente ère se termine quand commence la nouvelle, en Eitoku 4.

Durant la même époque, l'ère Genchū (1384–1392) est le nengō correspondant à la Cour du sud.

## Événements de l'ère Shitoku
- 1384 (Shitoku 1, 3e mois) : Le shogun Ashikaga Yoshimitsu abandonne sa position de cour comme ganaral de la gauche (sadaish)[4].
- 1385 (Shitoku 2, 8e mois): Yoshimistu visite en public le sanctuaire de Kasuga-taisha[4].
- 1385 (Shitoku 2) : L'armée du sud est défaite à Koga[5].
- 1386 (Shitoku 3, 7e mois): Yoshimitsu autorise l'usage du système des cinq montagnes pour le classement des temples bouddhistes financés par l'État et Nanzen-ji est classé le premier dans une classe à part[6].
- 1387-89: Les dissensions s’accroissent au sein de la famille Toki de la province de Mino[5].

| Shitoku   | 1re  | 2e   | 3e   | 4e   |
| Grégorien | 1384 | 1385 | 1386 | 1387 |